# Liste des personnages de Guerre et Paix

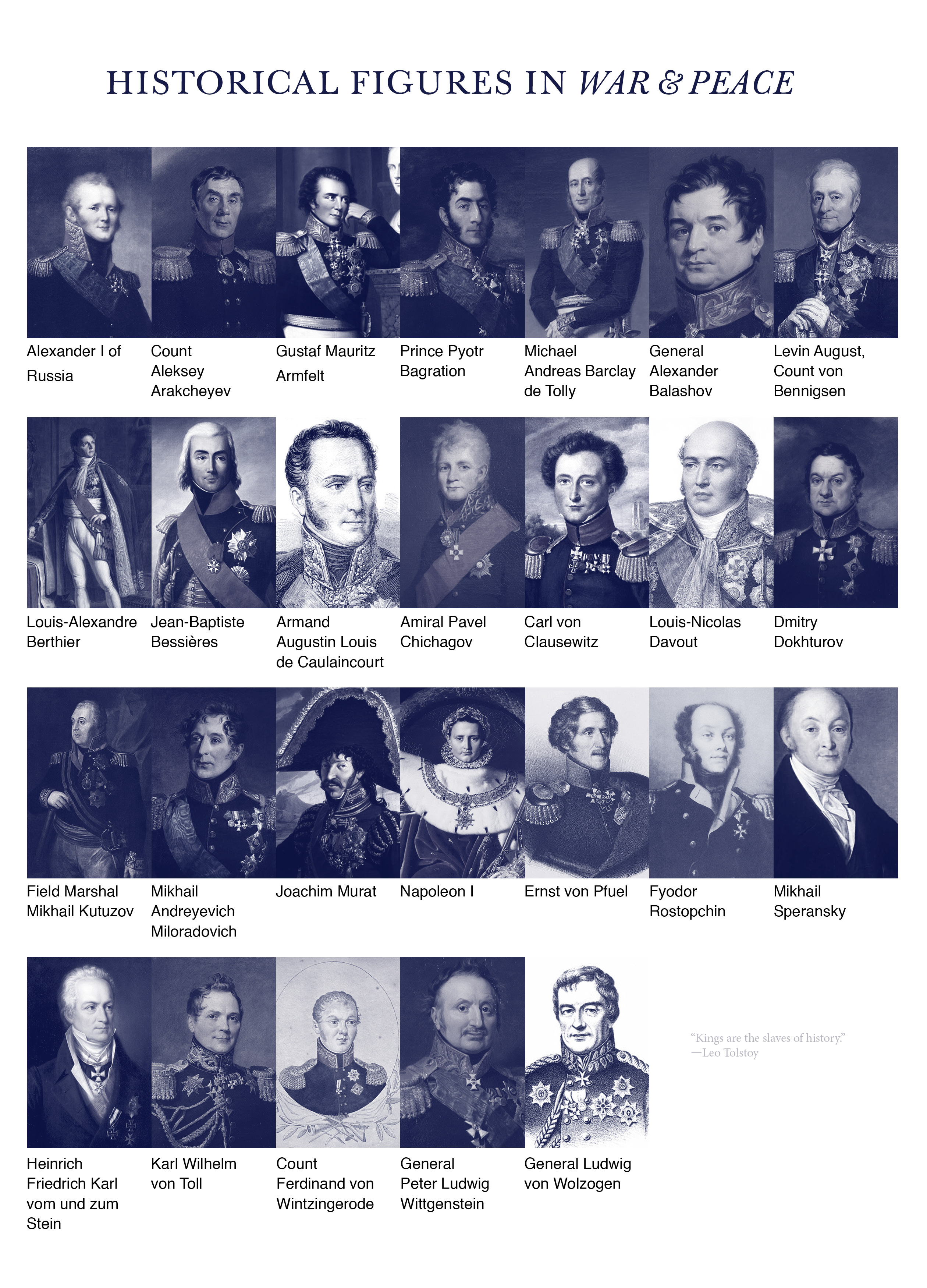
Portraits des personnages du roman La Guerre et la Paix de Léon Tolstoï.

Ceci est une liste des personnages du roman La Guerre et la Paix de Léon Tolstoï. L'écrivain mêle dans son œuvre personnages historiques (Napoléon et Alexandre Ier, par exemple) et imaginaires (les familles Rostov et Bolkonsky, par exemple). Les personnages historiques sont identifiés par '(hist.)' après le nom. La liste de ceux-ci n'est pas exhaustive. Le nom des personnages imaginaires est suivi entre parenthèses de la page (référant à l'édition dans la Bibliothèque de La Pléiade, Editions Gallimard, 1952, réimpression 2017) de leur première apparition suivi d'une courte description faite par Tolstoï.
- Haut – A
- B
- C
- D
- E
- F
- G
- H
- I
- J
- K
- L
- M
- N
- O
- P
- Q
- R
- S
- T
- U
- V
- W
- X
- Y
- Z

## A
- Alexandre Ier (hist.) : Empereur de Russie de 1801 à 1825.
- Marie Dmitrievna Akhrossimov (p. 71) : parente du comte Rostov. Stricte mais respectée et admirée. Bien que sans fortune c'est un personnage qui 's'était rendue célèbre par sa rondeur et son franc-parler' (p. 72)
- Comtesse Apraxine (hist.) : épouse du comte Stépane Stépanovitch Apraxine. Personnage qui au début n'apparaît que sous forme de ouï-dire.

## B
- Lieutenant Alphonse Karlovitch Berg : Mari allemand de Vera Rostov. Lieutenant au régiment Sémionovski.
- Comte Cyrille Vladimirovitch Bézoukhov (p. 99 - 'hautaine figure, vaste front auréolé d'une crinière léonine de cheveux blancs, beau visage d'un rouge jaunâtre à qui des rides puissantes donnaient un si grand caractère') : Père de Pierre et aristocrate richissime ('immense fortune de quarante mille âmes et plusieurs millions' p. 46) qui servit à la cour de Catherine II de Russie.
- Comte Pierre Bézoukhov (p. 10 - 'Jeune homme épais, corpulent, à cheveux ras, en lunettes'): Héros principal du roman, c'est à travers sa lente recherche de lui-même que le récit se déploie. Fils illégitime du comte Cyrille Bézoukhov de la fortune duquel il hérite, il épouse successivement Hélène Kouraguine puis Natacha Rostov.
- Prince André Bolkonski (p. 16 - 'Fort beau garçon, de taille moyenne, aux traits nets et froids'). Un des personnages principaux avec son ami Pierre Bézoukhov. Fils du prince Nicolas, il épouse Lise Meinen avec qui il aura un fils (le prince Nicolas) puis se fiance à Natacha Rostov. Officier prenant part aux plus grandes batailles, il finira par mourir d'une blessure reçue à la bataille de Borodino[2]. L'attitude du Prince André lors de la bataille de Borodino laisse penser qu'il pourrait avoir choisi de mourir. Certaines paroles échangées, peu avant, sont assez éclairantes sur son état psychologique très désabusé.
- Princesse Marie Bolkonski (p. 108 - 'chétive et disgracieuse [...] de grands yeux profonds, d'où semblaient parfois jaillir des gerbes d'une chaude lumière, donnaient à sa figure ingrate plus d'attrait que ne l'eût fait la beauté') : Fille du prince Nicolas. Pieuse et discrète, elle mène une vie retirée auprès de son père. Elle finira par épouser Nicolas Rostov.
- Prince Nicolas Andréiévitch Bolkonski (p. 108) : Père d'André et de Marie. Personnage autoritaire et intransigeant, voire misogyne, il vit retranché dans son domaine de Lyssya Gori. Représentant les « vestiges » de l'ère de Catherine II, son obsession de l'honneur et du devoir militaire le rend peu enclin à comprendre ses enfants et surtout sa fille Marie. Il meurt peu avant l'entrée des Français dans Moscou. Il est inspiré du grand-père maternel de Tolstoï, le feld-maréchal Nicolas Volkonsky. Son petit-fils, fils du prince André et de Lise, se prénomme également Nicolas.
- Princesse Elisabeth « Lise » Bolkonski : Première épouse d'André Bolkonsky. Décède en couches. Leur fils Nicolas lui survit et sera élevé par sa tante Marie.
- Mlle Amélie Bourienne: Dame de compagnie d'origine française de Marie Bolkonsky. Elle devient progressivement l'objet de l'affection de son père, le prince Nicolas. Si la nature exacte des relations nouées entre ce dernier et Amélie Bourienne demeure floue, celle-ci ne semble pas être devenue la maitresse du Prince.

## C
- Piotr Nikolaïtch Chinchine (p. 72 - Un vieux célibataire qui passait pour une mauvaise langue dans les salons de Moscou) : un cousin de la comtesse Rostov.

## D
- Monsieur Dessalles: Précepteur suisse du jeune prince Nicolas Bolkonsky.
- Mikhaïl Dmitrich (p. 138): chef de bataillon.
- Fiodor Ivanovitch Dolokhov (p. 38 - 'un garçon de vingt-cinq ans environ, plutôt petit, aux cheveux crépus, aux yeux bleu clair [...] Il savait jouer à tous les jeux et gagnait presque toujours; il buvait comme une outre sans jamais perdre sa lucidité'): Officier désargenté, c'est un personnage sombre, manipulateur et débauché. Il provoque Pierre Bézoukhov, ruine au jeu Nicolas Rostov et séduit Hélène Kouraguine. Pourtant il révèle une autre facette de sa personnalité en tombant amoureux de Sonia Rostov, à l'inverse de son ami Anatole Kouraguine, incapable d'un attachement profond. Un des chefs des partisans en 1812.
- Princesse Anna Mikhaïlovna Droubetskoï : Mère de Boris Droubetskoï, ambitieuse pour son fils. Parente de Pierre Bézoukhov, c'est par son entremise qu'il est légitimé.
- Prince Boris Droubetskoï : Fils d'Anna Droubetskaïa, ami de Nicolas Rostov et prétendant de Natacha Rostov. C'est un jeune homme carriériste, qui met son ambition personnelle avant les relations amicales (voir son refus d'aider Denissov). Il finit par épouser la riche Julie Karaguine.
- Vassili Denissov : Capitaine des hussards, il se lie d'amitié avec Nicolas Rostov, envoyé dans son régiment en 1805. Il est sous le coup d'une dégradation après avoir volé de la nourriture pour ses soldats affamés. Amoureux de Natacha Rostov, il demande sa main sans succès. Lors de la retraite des Français, il est général des partisans et assiste au côté de Dolokhov à la mort de Pétia Rostov.

## I
- Mikhaïl Ivanovitch : un architecte taciturne admis à la table du Prince Nicolas Andréiévitch Bolkonski afin de montrer que tous les hommes sont égaux (p. 123).

## J
- Jerkov (p. 148) : avait naguère appartenu à la bande de casse-cou dont Dolokhov était le chef.

## K
- Julie Karaguine (p. 44 - 'fille au visage replet et rayonnant') : Riche héritière. Amie et correspondante de Marie Bolkonsky. Épouse Boris Droubetskoï.
- Marie Lvovna Karaguine (p. 44 - 'une dame de formes imposantes et de manières hautaines') : Mère de Julie.
- Platon Karataïev : Simple soldat, prisonnier de guerre avec Pierre Bézoukhov, sa bonté, sa générosité et son bon sens sont un exemple d'humilité pour Pierre.
- Prince Anatole Kouraguine (p. 37) : Fils de Basile Kouraguine. Beau dandy séducteur et inconséquent. Il provoque la rupture entre le prince André et Natacha en tentant de séduire et enlever cette dernière. Il meurt après avoir subi une amputation à la bataille de Borodino.
- Prince Basile Kouraguine : Père d'Hippolyte, Anatole et Hélène. Opportuniste et mondain, il entreprend de « placer » au mieux ses enfants par des mariages avantageux.
- Princesse Hélène Kouraguine : Fille de Basile Kouragine. Elle épouse Pierre Bézoukhov grâce aux manigances de son père. Belle et fort courtisée, elle mène une vie mondaine. Son infidélité entraine la rupture avec son mari. Elle meurt, seule et retirée de la société, en 1812, d'une fausse couche après s'être séparée de Pierre.
- Prince Hippolyte Kouraguine : Fils de Basile. Un homme terne et ennuyeux. Diplomate.
- Mikhaïl Ilarionovitch Koutouzov (personnage historique) : général en chef des armées russes, nommé en remplacement de Barclay de Tolly peu de temps avant la bataille de Borodino.

## L
- Lorrain : Médecin Allemand à Saint-Pétersbourg.

## M
- Princesse Catherine « Catiche » Sémionovna Mamantov (p. 89) : ainée des trois sœurs Mamantov, nièce du Comte Cyrille Vladimirovitch Bézoukhov duquel elle espère hériter.
- Lise Meinen : épouse du Prince André Bolkonsky. Voir Princesse Elisabeth « Lise » Bolkonsky.
- Abbé Morio (p. 9) : propose un plan de paix perpétuelle. 'Le seul remède, c'est l'équilibre européen et le droit des gens' (p. 16)
- Vicomte Mortemart (p. 9) émigré français qui aurait connu le duc d'Enghien personnellement. Le meurtre de ce dernier est évoqué dans le 2e chapitre.

## N
- Napoléon Ier (hist.) : empereur des Français. Tenu pour l'Antéchrist en personne par une bonne partie de la haute société russe.
- Nésvitski (p. 143 - 'officier de haute taille et de vaste corpulence, au bon visage toujours souriant, aux yeux toujours noyés d'eau') camarade de Bolkonski à l'état Major de Koutouzov.

## R
- Sonia Rostov (p. 49 - mince et frêle brunette [...] sa peau avait une teinte olivâtre [...] une allure légère, des membres souples et graciles, des façons quelque peu futées lui donnaient l'air d'une jolie minette un peu pataude, mais qui promet de devenir une adorable chatte') : Cousine orpheline et pauvre de la famille Rostov. Amour de jeunesse de Nicolas.
- Comte Ilia Rostov (p. 43 - 'visage plein, réjoui, et rasé de près') : Père de Nicolas, Véra, Natacha et Pétia. Chef de famille apprécié de tous pour sa joie de vivre, sa bonté et sa générosité, il n'en est pas moins très mauvais gestionnaire. Acculé à la ruine lors de l'exode de Moscou, la mort du prince André et surtout celle de son fils Pétia portent un coup fatal à sa santé. Il meurt quelques mois après la fin de la guerre.
- Comtesse Natacha Rostov (p. 47) : Fille du comte Ilia et de la comtesse Natalia. Au départ, une jeune fille romantique, elle évolue à travers épreuves et souffrance. Fiancée avec le prince André, elle le trahira, mais il lui pardonnera sur son lit de mort. Elle finit par trouver le bonheur domestique avec Pierre Bézoukhov.
- Comtesse Natalia Rostov, née Chinchine (p. 43 - une femme d'environ quarante-cinq ans, dont le visage émacié accusait un type oriental, et que douze grossesses avaient manifestement fatiguée') : Épouse du comte Ilia. Mère aimante et possessive, ses nerfs sont mis à rude épreuve lorsque ses deux fils se retrouvent au front. Fermement opposée au mariage de Nicolas et Sonia, elle insiste pour que cette dernière rompe la promesse de fiançailles. La mort de son préféré, Pétia, la pousse au bord de la folie et Natacha prend en charge sa convalescence.
- Comte Nicolas Rostov : Aîné des enfants du comte Ilia et de la comtesse Natalia. Il s'engage en 1805 'comme simple « junker » (p. 58)' dans les hussards et sert jusqu'à la fin de la campagne de Russie. Il épousera Marie Bolkonsky, délaissant Sonia, son amour de jeunesse.
- Comte Pétia « Pétroucha » Rostov (p. 48) : Dernier né de la famille Rostov. Impétueux et téméraire, il rêve d'accomplir les mêmes exploits que son frère Nicolas Rostov. Il convainc ses parents et s'engage dans la milice, puis dans l'armée active où il rencontre Denissov et Dolokhov. Au cours de l'attaque surprise d'un contingent français, il est tué brutalement.
- Comtesse Véra Rostov (p. 52 - avenante, point sotte, instruite, bien élevée; sa voix avait un joli timbre) : Aînée des filles Rostov, elle épouse le lieutenant Berg.

## S
- Mlle Annette « Anna » Pavlovna Scherer (p. 3) : Demoiselle d'honneur et favorite de l'impératrice douairière Maria Feodorovna, a 42 ans en juin 1805. C'est chez elle que s'ouvre le roman.
- Sémionovski : régiment qui était avec le Régiment Préobrajensky le  régiment d'infanterie le plus ancien de la Garde Impériale Russe.
- Stievens (p. 39) un Anglais.

## T
- Prokhor Ignatitch Timokhine (p. 140) : capitaine de la 3e. D'après Koutouzov c'est 'un camarade d'Ismail. Un brave officier' (p. 143).

## V
- Dmitri Vassiliévitch (p. 44 - un noble pauvre): factotum du comte Ilia Rostov.